# Mark Azbel
Mark Yakovlevich Azbel (em russo:  Марк Яковлевич Азбель; Carcóvia, República Socialista Soviética da Ucrânia, União Soviética, 12 de maio de 1932 — Israel, 31 de março de 2020) foi um físico soviético-israelense. Foi membro da American Physical Society.
Entre 1956 e 1958 demonstrou experimentalmente a ressonância ciclotrônica em metais, elaborando suas bases teóricas.
Tendo sido recusado seu pedido d epermissão para sair da União Soviética, participou do movimento dos refuseniks na metade da década de 1970. Azbel finalmente emigrou da União Soviética em 1977 e foi apontado professor na Universidade de Tel Aviv. Viveu principalmente em Israel até sua morte em 2020.

## Obras
- Mark Azbel (1981). Refusenik, trapped in the Soviet Union. Forbes, Grace Pierce. Boston: Houghton Mifflin. ISBN 0-395-30226-9. OCLC 6735540
- Electron Theory of Metals. Ilia M. Lifshits, Mark Ya. Azbel, Moisei I. Kaganov. [S.l.]: Consultants Bureau. 1973. ISBN 9780306108730. OCLC 797018485
- Azbel, M. Ya. (1964). «Energy Spectrum of a Conduction Electron in a Magnetic Field». Journal of Experimental and Theoretical Physics. 19:3: 634–645